# Поздеев, Иван Владимирович
Иван Владимирович Поздеев (7 января 1985, Усть-Цильма, Коми АССР — 28 июля 2022, Белогорка, Украина) — российский офицер Воздушно-десантных войск Российской Федерации, командир 217-го гвардейского парашютно-десантного полка 98-й гвардейской воздушно-десантной дивизии. Герой Российской Федерации (2022, посмертно). Подполковник.

## Биография
Родился 7 января 1985 года в селе Усть-Цильма в Коми, в районе Крайнего Севера. Обучался в сельской школе, которую и окончил в 2002 году.

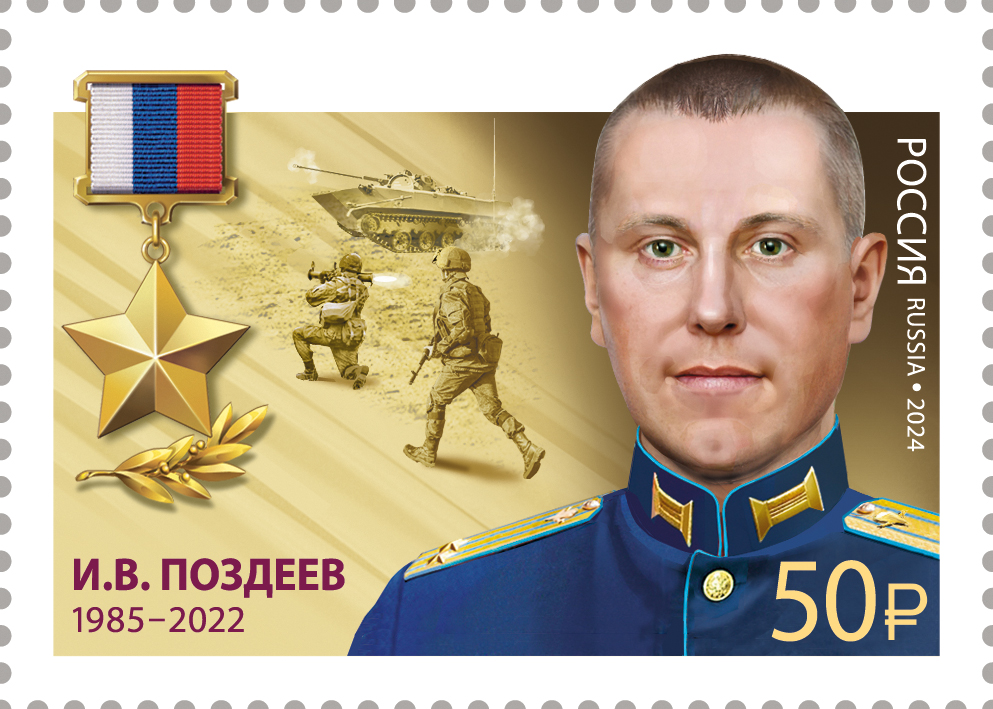
Почтовая марка России

С 2002 года находился в Вооружённых силах Российской Федерации, поступил в Рязанское высшее воздушно-десантное командное училище, окончил его в 2007 году. После окончания военного училища проходил службу на командных должностях в различных военных подразделениях ВДВ РФ, в том числе в 76-й гвардейской десантно-штурмовой дивизии во Пскове, в 31-й отдельной гвардейской десантно-штурмовой бригаде в городе Ульяновске. Прошёл путь до командира 217-го гвардейского парашютно-десантного полка 98-й гвардейской воздушно-десантной дивизии, место дислокации город Иваново.
Окончил Общевойсковую академию Вооружённых сил Российской Федерации.
С 24 февраля 2022 года принимал участие во вторжении России на Украину. По информации военного ведомства РФ, 28 июля 2022 года его полк участвовал в вооружённом столкновении к юго-западу от населённого пункта Белогорка в Херсонской области. В ходе операции был смертельно ранен от снайперского выстрела, погиб на поле боя.
Похоронен в Пскове.
Указом Президента Российской Федерации (закрытым) от августа 2022 года «за мужество и героизм, проявленные при исполнении воинского долга», гвардии подполковнику Поздееву Ивану Владимировичу присвоено звание Героя Российской Федерации (посмертно).

## Память
- В селе Усть-Цильма Республики Коми открыт памятник И. И. Поздееву (2023)[2].
- Мемориальная доска в его честь установлена на здании Усть-Цилемской средней общеобразовательной школы имени Героя Советского Союза М. А. Бабикова[2].
- В городе Иваново одна из улиц микрорайона Московский названа в честь Героя России Ивана Владимировича Поздеева. Там же установлена мемориальная доска.